# 宮川明衣
宮川 明衣（みやがわ めい、1991年8月5日 - ）は、日本のタレントである。

## 人物・来歴
- 大阪府出身。
- 浅井企画所属。
- 芸能人女子フットサルチーム「ASAI RED ROSE」に所属。背番号は「6」。
- 東放学園高等専修学校在学中。ASAIのチームメート・中西里菜は先輩にあたり、ASAIのライバル・XANADU loves NHC所属の松本美佳里は同級生でもあり、学校のフットサル部のチームメートでもある。